# Marignac (Charente-Maritime)
Marignac ist eine westfranzösische Gemeinde mit 412 Einwohnern (Stand 1. Januar 2022) im Département Charente-Maritime in der Region Nouvelle-Aquitaine.

## Lage
Marignac liegt in einer Höhe von ca. 60 Meter ü. d. M. und in einer Entfernung von etwa 32 Kilometer (Fahrtstrecke) südöstlich von Saintes in der Kulturlandschaft der Saintonge. Die Hauptstadt des Kantons, Pons, liegt etwa zehn Kilometer nordwestlich. Weitere Orte mit eindrucksvollen romanischen Kirchen liegen nur wenige Kilometer entfernt: Biron, Bougneau, Échebrune, Chadenac, Avy, Pérignac u. a.

## Bevölkerungsentwicklung
| Jahr      | 1968 | 1975 | 1982 | 1990 | 1999 | 2007 | 2016 |
| Einwohner | 350  | 355  | 341  | 347  | 347  | 379  | 420  |

Im 19. Jahrhundert hatte der Ort zeitweise über 600 Einwohner, doch durch die Reblauskrise und den Verlust von Arbeitsplätzen infolge der zunehmenden Mechanisierung der Landwirtschaft ging die Einwohnerzahl danach stetig zurück.

## Wirtschaft
Die Landwirtschaft (Getreide und Wein) spielt immer noch die größte Rolle im Wirtschaftsleben der Gemeinde, deren Böden zum Weinbaugebiet der Fins Bois in der Region Cognac gehören. Viele Trauben werden jedoch auch zu Wein gekeltert und über die Appellation „Charentais“ oder als Aperitif Pineau des Charentes vermarktet. Auch der Tourismus in Form der Vermietung von Ferienwohnungen (gîtes) ist zu einem wichtigen Faktor im Wirtschaftsleben der Gemeinde geworden.

## Geschichte
Im Mittelalter gehörten Kirche und Ort zu einem Priorat der gut 100 Kilometer nordöstlich gelegenen Abtei Charroux. Der Ort und seine beiden romanischen Kirchen wurden im Verlauf des Hundertjährigen Krieges (1337–1453) in Mitleidenschaft gezogen.

## Sehenswürdigkeiten

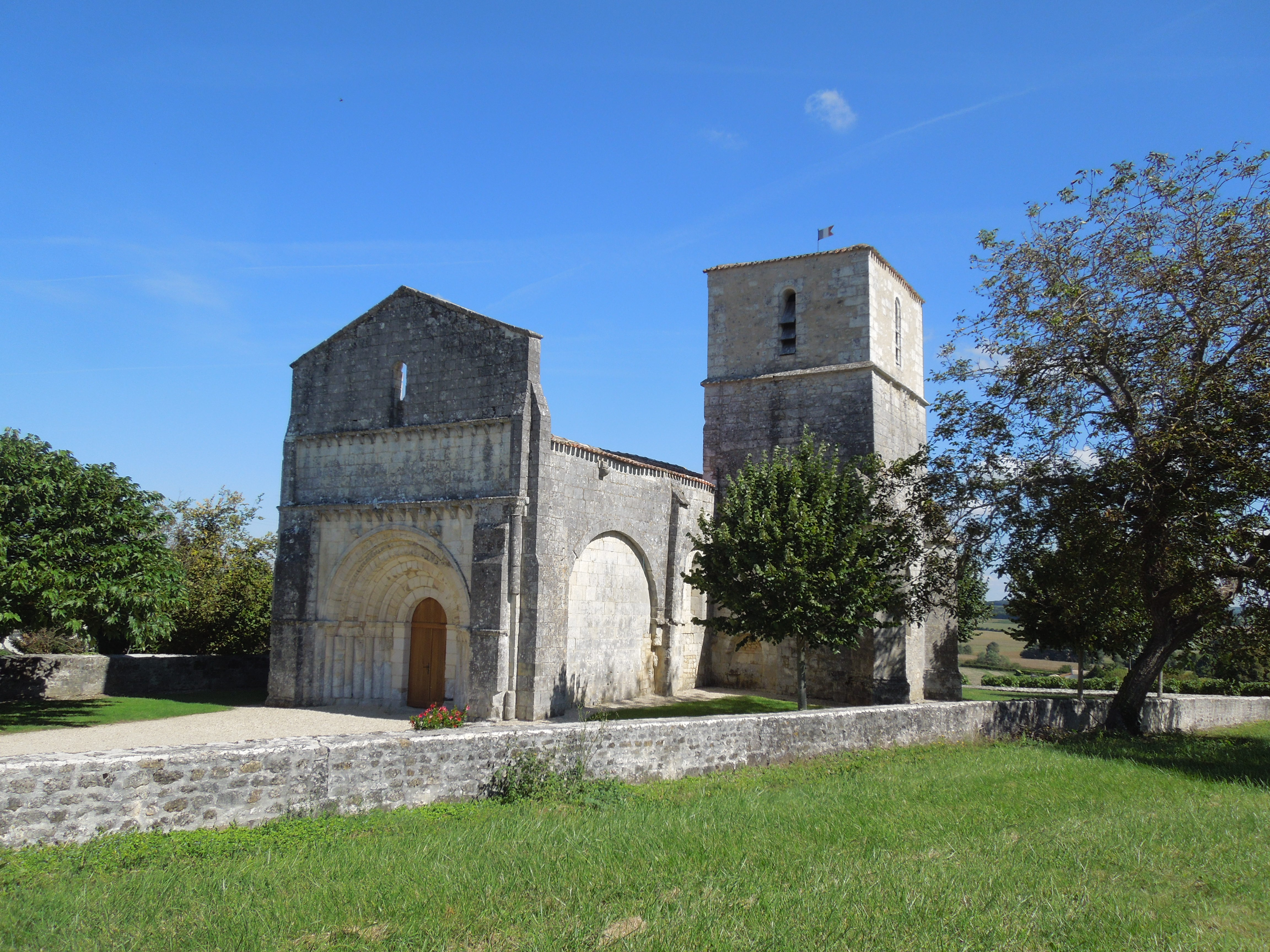
Die Kirche in Usseau

- Wichtigste Sehenswürdigkeit von Marignac ist die bereits im Jahr 1896 als Monument historique[1] anerkannte romanische Kirche Saint-Sulpice mit ihrem Kleeblattchor (Trikonchos).
- Die ehemalige Pfarrkirche im 1825 eingemeindeten Ortsteil Usseau besitzt ein mehrfach gestaffeltes Archivoltenportal; die Fensteröffnung im undekorierten Giebelfeld weist darauf hin, dass die Kirche ehemals gewölbt war. Der langgezogene gotische Chor und der wehrhaft wirkende Glockenturm auf der Südseite sind jeweils Erneuerungen des 15. Jahrhunderts. Der Kirchenbau wurde im Jahr 2000 als Monument historique eingestuft.[2]

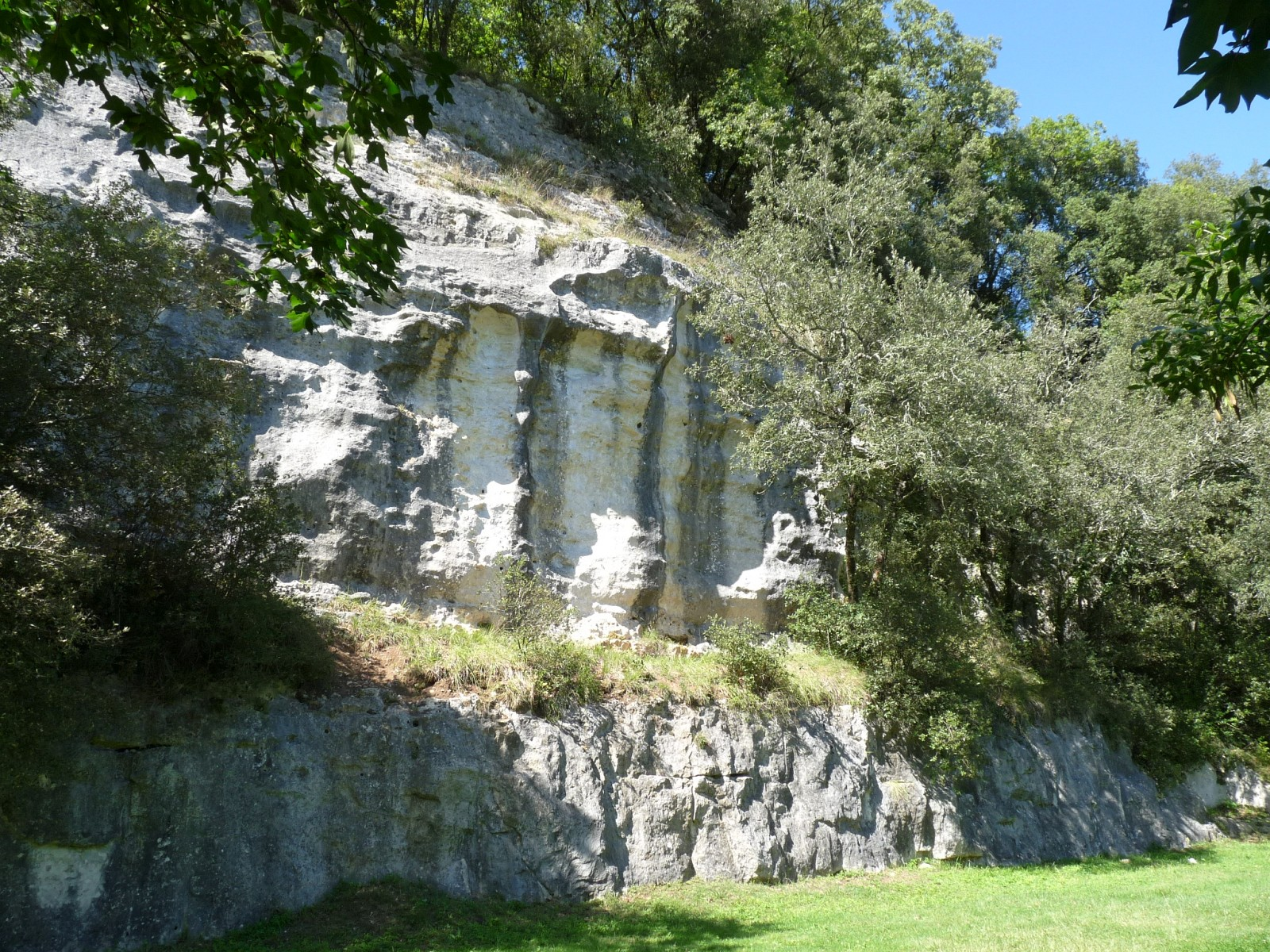
Die Felswand „Falaise de Cordis“

- Die Falaise de Cordis (dt. „Klippe von Cordis“) ist eine von der Fédération française de la montagne et de l’escalade als Kletterfelsen für Technisches Klettern sanktionierte[3] Kalksteinwand etwa 1,5 Kilometer südwestlich von Marignac unmittelbar nördlich der Straße D 146 nach Saint-Grégoire-d’Ardennes und Mosnac. Die Felswand ist insgesamt etwa 100 Meter lang und bis zu 25 Meter hoch und umfasst in einem Teilbereich einen ehemaligen Steinbruch, der mehrere Höhlen und Grotten hinterlassen hat. Die Kletterausstattung ist modern und in gutem Zustand, mit Standsicherungen, und die Wand ist auch zum Erlernen des Kletterns durch Kinder gut geeignet.